# Francis Hime
Francis Hime (Río de Janeiro, 31 de agosto de 1939) es un compositor, arreglador, pianista y cantante brasileño.
Músico de sólida formación académica, actúa tanto en el ámbito de la música popular, en el que se destaca su trabajo junto a Chico Buarque, como en el de la música llamada culta, con obras sinfónicas y conciertos ejecutados por importantes orquestas.

## Biografía
Hijo de la pintora Dália Antonina, comenzó sus estudios de piano a los seis años en el Conservatorio Brasileño de Música.
Al escucharlo tocar "Valsa de Eurídice", Vinicius de Moraes lo invita a componer juntos, cuando apenas tenía 18 años.
En los años '60 ya es notorio en la escena de la MPB como compositor, arreglista e intérprete. Sin embargo, duda de poder vivir de la música, por lo que sigue la carrera de Ingeniería Mecánica, de la que se gradúa en 1969.
También en ese año, se casa con Olívia Hime y viaja a Estados Unidos, donde estudia composición, orquestación, dirección de orquesta, y bandas sonoras de películas, con maestros como Lalo Schifrin y  David Raksin.
A su retorno a Brasil en 1973, retoma una intensa actividad musical. Edita su primer fonograma en condición de solista, e inicia su sociedad con Chico Buarque, junto al que compone canciones como "Atrás da porta", "Vai Passar", "A Noiva da Cidade" y "Meu Caro Amigo".
Realiza bandas sonoras para películas como Dona Flor e seus dois maridos, o Lição de amor, premiadas en el Festival de Gramado.
En los '80 comienza a crear también obras eruditas, las que serán ejecutadas, entre otras, por las Orquestas Sinfónicas de Campinas, Río De Janeiro, São Paulo, Pernambuco, bajo la dirección de batutas como John Neschling o Roberto Tibiriçá.
En el 2011, edita  "Alma Música", junto a Olívia Hime.

## Discografía
- 2011 - Alma Música (com Olívia Hime)
- 2009 - O tempo das palavras
- 2007 - Francis Ao Vivo - DVD
- 2007 - Francis Ao Vivo
- 2006 - Arquitetura da Flor
- 2005 - Essas Parcerias
- 2003 - Brasil Lua Cheia - DVD
- 2003 - Brasil Lua Cheia
- 2001 - Meus Caros Pianistas
- 1998 - Sinfonia do Rio de Janeiro de São Sebastião - DVD
- 1998 - Sinfonia do Rio de Janeiro de São Sebastião}
- 1997 - Álbum Musical
- 1995 - Choro Rasgado
- 1985 - Clareando
- 1982 - Pau Brasil
- 1981 - Sonho de Moço
- 1981 - Os Quatro Mineiros
- 1980 - Francis
- 1978 - Se Porém Fosse Portanto
- 1977 - Passaredo
- 1973 - Francis Hime
- 1964 - Os Seis em Ponto